# Charles d'Angoulême (Corneille de Lyon)
Pour les articles homonymes, voir Charles d'Angoulême.
Charles d'Angoulême est un tableau de Corneille de Lyon réalisé en 1536. Il est conservé au musée des Offices de Florence.

## Description
« Le portrait a évidemment été peint à Lyon en 1536 au cours du séjour de plusieurs mois qu'y fit la cour. Le modèle, né en 1523, avait alors 16 ans. »

— Dubois de Groër.